# Pedernales (Fluss)
Der Grenzfluss Pedernales trennt die Republik Haiti und die  Dominikanische Republik im Süden der Insel Hispaniola. Von seiner Quelle in der Chaîne de la Selle fließt er nach Süden in die karibischen Gewässer und bildet die traditionelle Grenze zwischen beiden Staaten.
Auf der einen Seite liegt die gleichnamige Stadt Pedernales in der nach ihr genannten Provinz und auf der Seite von Haiti (westlich) Anse-à-Pitres im Département Sud-Est, Arrondissement Belle-Anse.